# توم هاربر (مدير فني)
توم هاربر (بالإنجليزية: Tom Harper)‏ هو مدير فني أمريكي، ولد في 1933، وتوفي في 24 مايو 1989.